# Fernando Zunzunegui
Fernando Zunzunegui Rodríguez, noto semplicemente come Fernando Zunzunegui (Vigo, 5 ottobre 1945 – Madrid, 28 agosto 2014), è stato un calciatore spagnolo, di ruolo difensore.
Dopo gli inizi al Celta Vigo nella seconda serie spagnola passò al Real Madrid, dove vinse per quattro volte la Liga (1966/67, 1967/68, 1968/69 e 1971/72) e per due volte la Coppa Nazionale (1969/70 e 1973/74).